# 17886 Ramazan
17886 Ramazan è un asteroide della fascia principale. Scoperto nel 1999, presenta un'orbita caratterizzata da un semiasse maggiore pari a 2,166037 UA e da un'eccentricità di 0,048141, inclinata di 2,680526° rispetto all'eclittica. Ha un diametro di 2,953 km.